# Абуталиев, Фарадей Басырович
Фараде́й Басы́рович Абутали́ев (25 марта 1932, Ташкент — 30 августа 2012, там же) — советский и узбекский математик, академик Академии Наук Республики Узбекистан, заслуженный деятель науки Республики.

## Биография
В 1952 году окончил физико-математический факультет Среднеазиатского государственного университета в Ташкенте. В тот же год поступил в аспирантуру института математики им. В. И. Романовского АН Узбекской ССР. В период 1956—1957 гг. — работал ассистентом кафедры высшей математики в Ташкентском текстильном институте. В 1957 году перешёл на работу в Институт математики им. В. И. Романовского АН Узбекской ССР научным сотрудником, а в 1961 году защитил диссертацию и получил степень кандидата физико-математических наук. В последующие годы в этом же институте занимал различные должности: заведующего лабораторией «Программирование» (1962), начальника отдела «Прикладная математика» (1962—1963), заведующего лабораторией «Программирование прикладных задач», заведующего лабораторией «Математическое обеспечение», заведующего лабораторией «Математическое моделирование» (1963—1966).
С 1966 года до 2003 года работал заведующим лабораторией «Математическое моделирование» Институте кибернетики АН Узбекской ССР. За эти годы защитил диссертацию на тему «Некоторые аналитические и численные методы решения неустановившихся течений в однослойных и многослойных пластах» с присуждением учёной степени доктора физико-математических наук (1969), получил учёное звание профессора по специальности «Вычислительная математика» (1972), был удостоен почётного звания «Заслуженный деятель науки Республики» за достижения в науке и за заслуги по подготовке высококвалифицированных кадров (1982), был избран членом-корреспондентом АН Узбекской ССР за достижение высоких результатов в области прикладной математики и вычислительной техники (1984), был избран членом водохозяйственного совета Узбекской ССР (1990), был избран академиком международной академии по экологии и природопользованию (1996), был избран академиком Академии Наук Республики Узбекистан (2000).
В период 1990—1992 Абуталиев Ф. Б. был председателем специализированного совета по защитам докторских диссертаций при НПО «Кибернетика» Академии Наук Республики Узбекистан, а в 1998 году был избран членом специализированного совета Института Кибернетики по защитам диссертаций по специальности «Применение вычислительной техники, математического моделирования и математических методов в научных исследованиях».
С 2003 по 2012 был заведующим кафедрой Высшей Математики Ташкентского университета информационных технологий.
Ф. Б. Абуталиев специализировался в следующих отраслях науки: математика, физика, программирование, математическое моделирование, кибернетика, вопросы искусственного интеллекта, экология, природопользование.
Научная деятельность Ф. Б. Абуталиева была посвящена:
- решению теоретических и прикладных задач создания систем обработки информации на основе математического моделирования и вычислительного эксперимента;
- решению сложных теоретических вопросов механики больших скоростей, в частности, в области краевых задач для уравнений смешанного типа;
- разработке алгоритмов и их реализации на ЭВМ в области трансзвуковой газовой динамики;
- аналитическим и приближенным методам решения многомерных квазилинейных уравнений параболического типа в многосвязных областях для исследования задач нестационарной фильтрации природного газа и воды с учётом возможно большего числа реальных факторов;
- разработке информационных моделей крупно объёмных газовых и водных резервуаров;
- системам обработки информации для подземной гидромеханики;
- разработке методов автоматизации системы построения математических моделей и обработки информации для исследования гидродинамических, гидрохимических и геофизических процессов;
- теории решения обратных задач математической физики с применением результатов для интерпретации данных сейсмо- и электроразведки;
- прикладным исследованиям в теории бороздкового полива;
- математическому моделированию многокомпонентных системы «атмосфера-гидросфера-потребление воды» с учётом природных и антропогенных факторов;
- численному интегрированию нелинейных дифференциальных уравнений;
- теоретическим и прикладным аспектам теории нечётких множеств и нечёткой логики в моделировании слабоформализуемых систем;
- методологии построения обобщённых пакетов прикладных программ модульного типа.

Институт ЦНИИМаш (г. Королев, Московской обл.), ЦНИИАГ (г. Москва); Институт «Промпроект»-предприятие № 12 (г. Ташкент); ТАПОиЧ (г. Ташкент) — вот не полный список ведущих предприятий страны, в которых были внедрены и реализованы научные изыскания Абуталиева Ф. Б. и его учеников.
Ф.Б. Абуталиев автор 16 монографий и более 350 научных трудов. Среди них «Методы математического моделирования гидрогеологических процессов», «Эффективные приближенно-аналитические методы для решения задач теории фильтрации» и др. Монография «Анализ динамики подземных вод аналитическими и численными методами» среди отечественных и зарубежных достижений в области гидрогеологии за 1975 год отмечена Министерством геологии бывшего СССР как наиболее важная.
Под научным руководством Абуталиева Ф. Б. было защищено 12 докторских и 84 кандидатских диссертаций.
Фарадей Басырович не ограничивалась научной и педагогической деятельностью. Вёл здоровый образ жизни и активно его пропагандировал, занимался со студенческих лет любительским альпинизмом. На протяжении многих лет Фарадей Басырович принимал участие в восхождениях на различные вершины горных систем Памир и Тянь-Шань.
30 августа 2012 академик Абуталиев Фарадей Басырович скоропостижно скончался от остановки сердца на 81 году жизни во время заседания кафедры Высшей Математики Ташкентского Университета Информационных Технологий, которой руководил в последние годы жизни.

## Дети
Дочь — Абуталиева Гузал Фарадиевна (1963)

Сын — Абуталиев Фархад Фарадеевич (1965)

Дочь — Абуталиева Сурийя Фарадиевна (1969)